# IPTV
IPTV (на английски: Internet Protocol TeleVision – телевизия през интернет протокол) или Интерактивна телевизия представлява конвергентна технология (или обединена услуга) за предоставяне на мултимедийно съдържание (видео, аудио, данни и/или интерактивни приложения) на крайни потребители чрез платформа, базирана на интернет протокол (IP) с гарантирано качество. 
 Отличителна особеност на IPTV става възможността за гледане на телевизионни програми на произволно мобилно устройство: таблет, смартфон, лаптоп. 

## Общи
Чрез IPTV могат да бъдат предоставяни следните услуги:
- Масова телевизия
- Гледане срещу заплащане (Pay-per-view)
- Гледане на поискване (Content On Demand)
- Съобразяваща се с желанията на клиента (Interactive TV)
- Мрежово видеозаписващо устройство (NPVR)

Реализацията на IPTV трябва да изпълнява следните изисквания:
- Висок капацитет на връзката
  - Сателитна цифрова телевизия I (MPEG-2) 6 Mbps – използва се в няколко западноевропейски страни, например Германия.
  - Сателитна цифрова телевизия II (MPEG-4) 3 Mbps – въвежда се от страни с по-късен старт на цифрова телевизия, например Португалия.
  - Цифрова телевизия за мобилни телефони I (MPEG-2) 20 Mbps
  - Цифрова телевизия за мобилни телефони II (MPEG-4) 10 Mbps
- Ниска променливост на характеристиките на сигнала (Low jitter)
- Заплащане според предоставената услуга
- Удостоверяване/Предоставяне на услугата в различни комбинации
- Оформяне на предоставяния материал според желанията на клиента